# Quantilly
Quantilly is een gemeente in het Franse departement Cher (regio Centre-Val de Loire) en telt 445 inwoners (2004). De plaats maakt deel uit van het arrondissement Bourges. Een deel van de gemeente lag tijdens het ancien régime in het zelfstandige prinsdom Boisbelle.

## Geografie
De oppervlakte van Quantilly bedraagt 12,7 km², de bevolkingsdichtheid is 35,0 inwoners per km².
De onderstaande kaart toont de ligging van Quantilly met de belangrijkste infrastructuur en aangrenzende gemeenten.

## Demografie
Onderstaande figuur toont het verloop van het inwonertal (bron: INSEE-tellingen).